# Naildown
Naildown es una banda finlandesa de death metal melódico, fue fundada el año 2003 bajo el nombre Acid Universe.

## Historia
Después de dos demos (aún bajo el nombre Acid Universe), su primer álbum bajo el nombre de Naildown World Domination salió a la venta el año 2005. Su último álbum, Dreamcrusher, fue lanzado al mercado el 14 de marzo de 2007. El 14 de febrero lanzaron el sencillo "Judgement Ride" disponible solo por internet.
Desde el 23 de noviembre de 2007, el teclista Jarmo Puikkonen ya no forma parte de este grupo. La banda anunció que son plenamente capaces de realizar las giras sin disponer de un teclista, y que esperarían hasta encontrar la persona correcta para el puesto. El líder Daniel Freyberg explicó en una entrevista que la banda ha recibido un gran número de aspirantes para ocupar el puesto de teclista, y que él mismo ha grabado la parte de los teclados para su siguiente álbum. También dijo que el nuevo teclista sería oficialmente anunciado después de la salida de su tercer álbum.
Aparte de la salida de Puikkonen, Janne Jukarainen, el batería del grupo, también abandonó la formación por motivos personales. En febrero de 2009 Heikki Saari de Norther fue anunciado como el nuevo batería del grupo. Daniel Freyberg entró Norther originalmente como guitarrista en vivo, pero en 2010 se convirtió en un miembro a tiempo completo.

## Miembros
- Daniel Freyberg - Guitarra, Voz, Teclados
- Matti Hämäläinen - Bajo
- Asko Sartanen - Guitarra
- Heikki Saari - Batería
- Tuomas Planman - Teclados

### Miembros pasados
- Jarmo Puikkonen - Teclados
- Harri Heikkinen - Batería
- Janne Jukarainen - Batería

## Discografía
| Año de lanzamiento | Título                  | Discográfica      |
| 2005               | Eyes Wide Open single   | Spinefarm Records |
| 2005               | World Domination        | Spinefarm Records |
| 2007               | Judgement Ride e-single | Spinefarm Records |
| 2007               | Dreamcrusher            | Spinefarm Records |